# Ferrania-Galileo
Ferrania-Galileo è il marchio sotto il quale le aziende italiane Ferrania e Officine Galileo per oltre un decennio, a partire dalla fine degli anni '40, hanno prodotto e commercializzato apparecchi fotografici.

## Storia

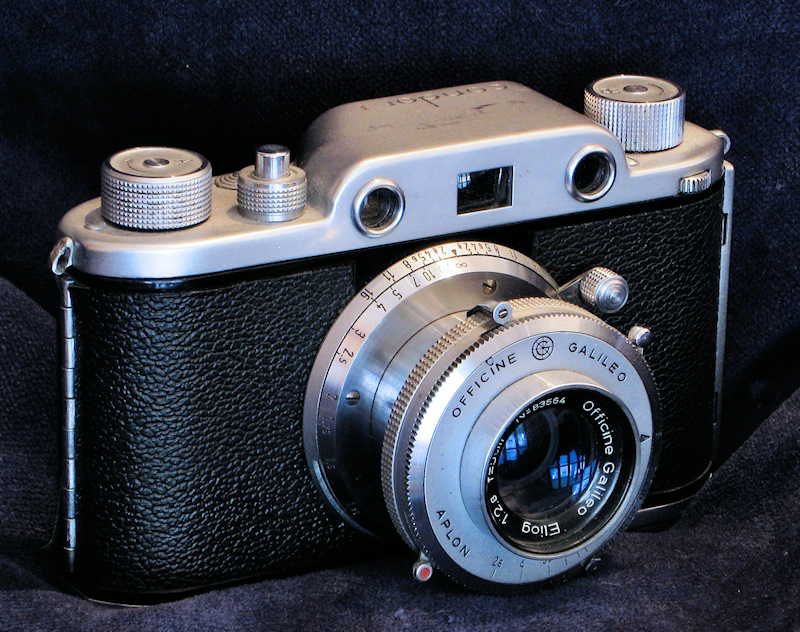
Fotocamera Ferrania Galileo Condor I (1948)

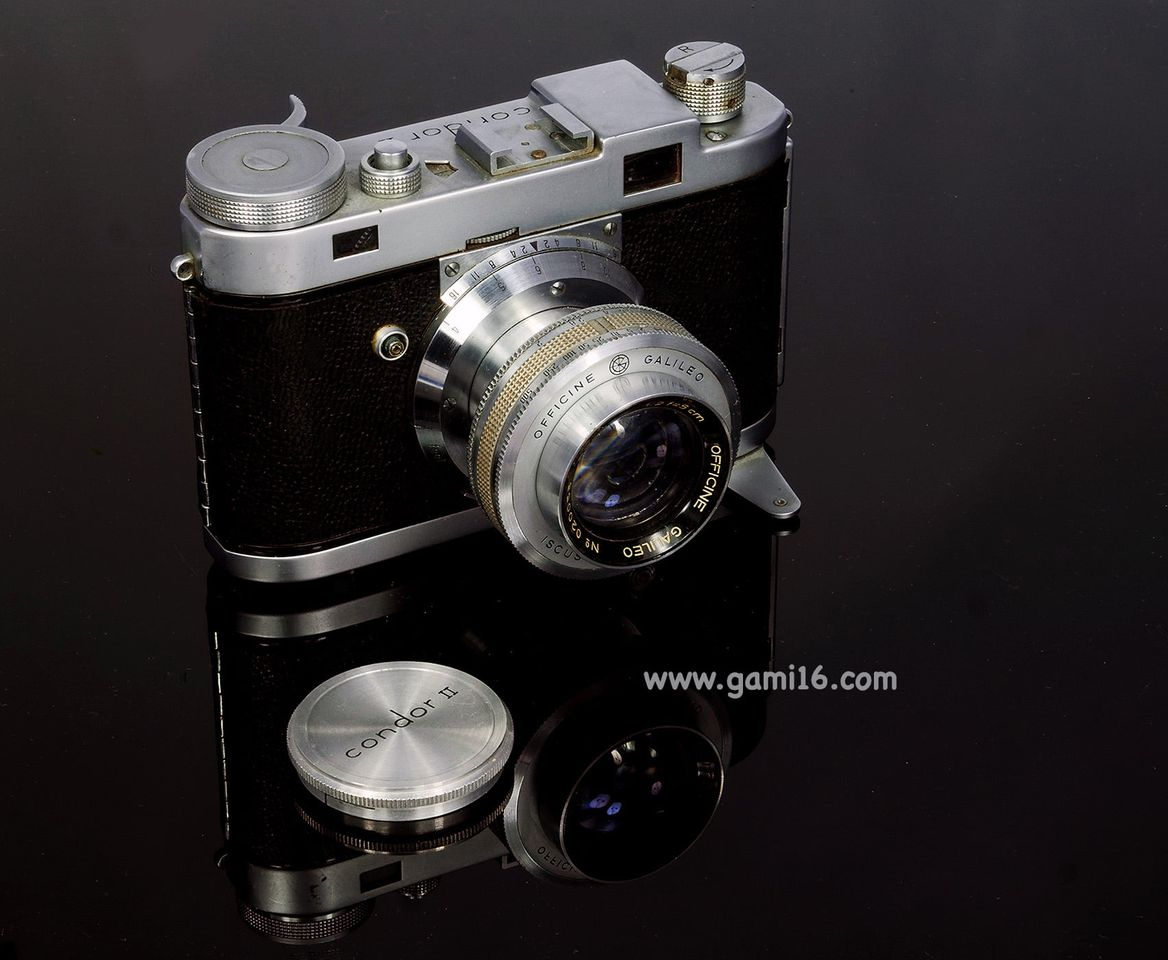
Condor II prototipo del 1951.

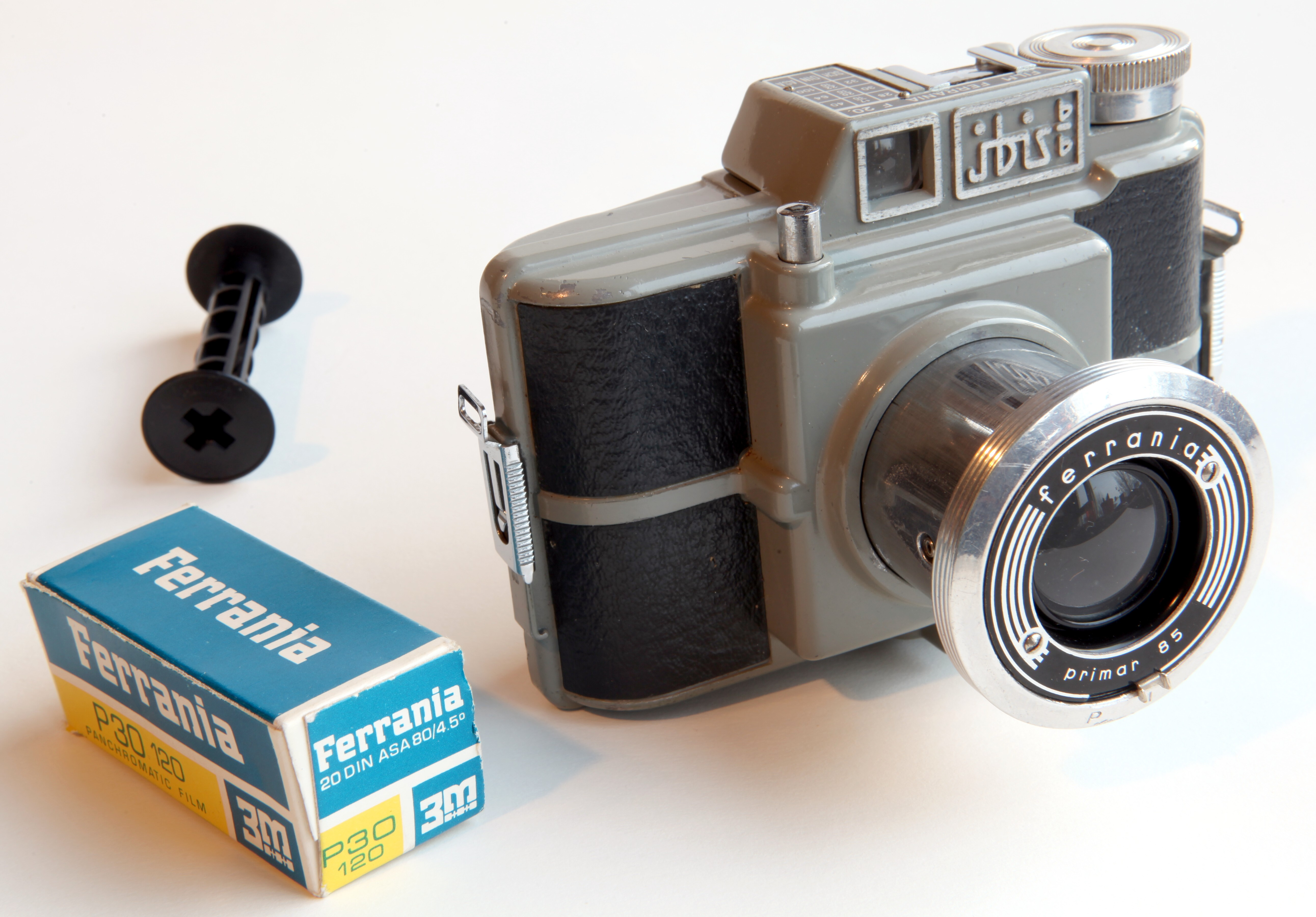
Fotocamera Ferrania Ibis 66

Officine Galileo e Ferrania già nel dopoguerra rappresentano due autentiche eccellenze nel panorama industriale italiano e nel 1947 iniziano una collaborazione finalizzata a portare sul mercato una serie di apparecchi fotografici in grado di rivaleggiare con i più blasonati marchi tedeschi, in primis Leica. Le Officine Galileo costruivano apparecchi fotografici per ricognizione aerea già tra la prima e la seconda guerra mondiale per cui nel dopoguerra parve logico rivolgere l'attenzione al mercato civile  presentando nel 1947 la fotocamera Condor: una macchina a telemetro con obiettivo fisso distribuita attraverso la rete commerciale Ferrania. Lo sforzo promozionale di Ferrania per questa fotocamera fu notevole ed è degna di nota la realizzazione di un modello gigante della fotocamera (rinominata poi "Fellinia" in onore di Federico Fellini) collocato a Rimini di fronte al Grand Hotel e ancora oggi visibile. Nella Condor vi era condensato tutto il know-how italiano maturato nella fabbricazione di strumentazione ottica militare e il risultato fu un apparecchio eccellente che fin da subito le valse il nomignolo di "Leica all’italiana”. Sotto il marchio Ferrania-Galileo, attivo per circa un decennio, hanno visto la luce anche altri modelli di fotocamere come la La Falco, la Astor e la Elioflex. Gli apparecchi fotografici venivano fabbricati sia a Firenze dalle Officine Galileo che a Milano dalla Società Anonima Apparecchi Fotografici Ferrania in una parte dello stabilimento ex Cappelli dove venne realizzata una linea di produzione e montaggio in cui lavoravano circa 600 persone.

## Modelli prodotti
- Condor I
- Falco
- Delta
- Rondine
- Falco II
- Falco S
- Elioflex - Elioflex 2
- Condor Junior
- Condoretta
- Condor II
- Astor
- Ibis